# Culex duttoni
Culex duttoni är en tvåvingeart som beskrevs av Theobald 1901. Culex duttoni ingår i släktet Culex och familjen stickmyggor. Inga underarter finns listade i Catalogue of Life.